# Stampbeton

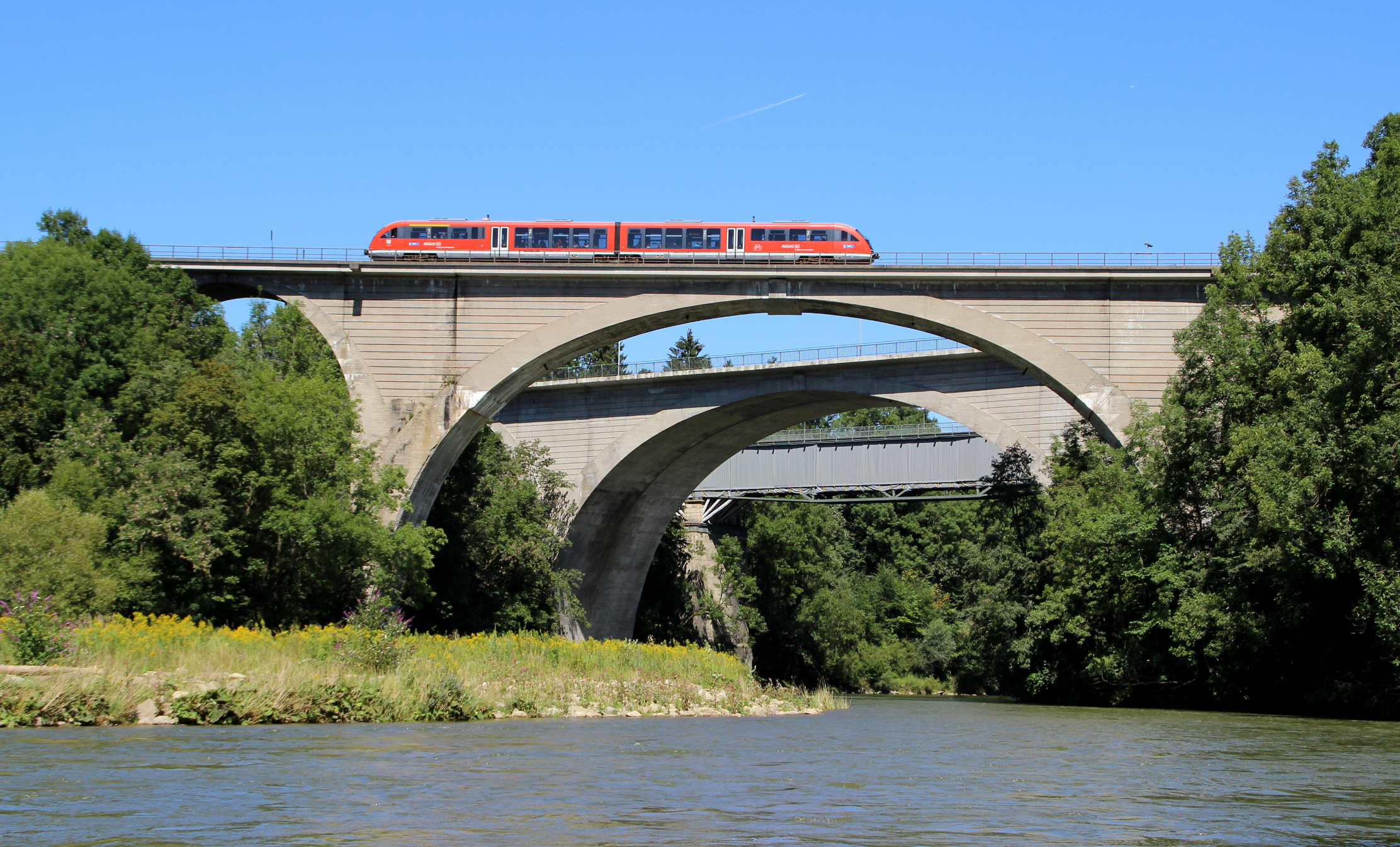
Obere Illerbrücken in Allgäu (1904), de grootste brug in stampbeton ter wereld

Stampbeton is een mengeling van grind, zand, cement en water. Dit type beton wordt door aanstampen verdicht. Daarvoor wordt een droger betonmengsel met een stijve consistentie gebruikt.

Voor de verdichting van stampbeton kunnen hand-, elektrische en pneumatische stampers gebruikt worden. 

Stampbeton wordt gebruikt voor onderlagen zonder wapening. Het was voor de uitvinding van de trilnaald de aangewezen manier om beton te verdichten in de bekisting.
Stampbeton werd in de jaren 1820 uitgevonden door de Franse architect Martin Lebrun, voortbouwend op het bouwen met leem, die aangestampt wordt in een bekisting.